# 大罗森集中营
大罗森集中营（德語：KZ Groß-Rosen）是纳粹德国在二战期间建造和运营的纳粹集中营综合体。主集中营位于德国大罗森村，即现在波兰下西里西亚省的罗戈伊尼察；位于亚沃尔镇和斯切戈姆镇之间的铁路线上。被关押的囚犯主要是犹太人、波兰人和苏联公民。
在1944年的鼎盛时期，大罗森集中营综合体在德国东部以及德国占领的捷克斯洛伐克和波兰拥有多达100个附属营。当时所有大罗森集中营的人口占纳粹集中营系统囚犯总数的11%。

## 历史

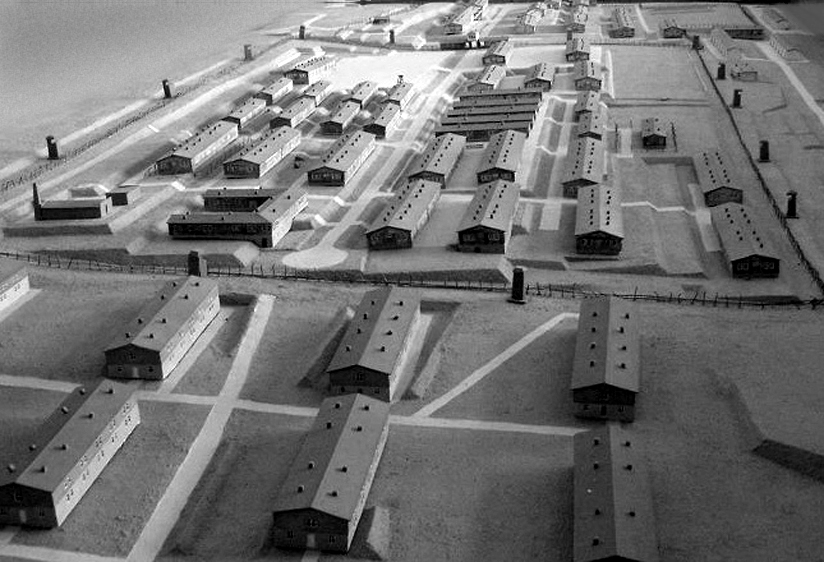
罗戈伊尼察博物馆的大罗森集中营主营模型

大罗森集中营成立于1940年夏天，最初是位于奥拉尼堡的萨克森豪森集中营的附属营。最初，奴役劳动是在SS德国土石厂（SS Deutsche Erd-und Steinwerke GmbH）的一个大型采石场进行的。1940年秋，上西里西亚的劳动力被海因里希·希姆莱命令成立的新纳粹党卫军组织施梅尔特组织接管。它以党卫军领袖阿尔布雷希特·施梅尔特的名字命名。这个组织负责从犹太人集中营雇佣工人——那些只是为了果脯而工作的犹太人。
大罗森集中营位于被纳粹德国占领的波兰附近，具有相当大的位置优势。囚犯们被派去为被纳粹德国驱逐的波兰人建造一个附属集中营系统。大罗森于1941年5月1日成为独立的集中营。随着集中营综合体的发展，大多数囚犯被安排在附属于这些附属营的新纳粹企业工作。
1941年10月，党卫军将约3000名苏联战俘转移到大罗森集中营处以枪决。大罗森集中营以残忍对待受夜雾命令迫害的囚犯而臭名昭著，这些受害者会在他们的家人朋友面前悄无声息地消失，其中大多数人死于花岗岩采石场。对政治犯和犹太人的残酷对待不仅来自于党卫军带来的守卫和德国罪犯手中，而且在一定程度上还来自于花岗岩采石场管理人员的食物供应不足和拒绝提供医疗帮助。1942年，大罗森集中营政治犯的平均存活时间不到两个月。
1942年8月，由于纳粹德国的侵略活动需要更多工业劳动力，纳粹集中营政策发生改变，囚犯们的存活时间得以延长。1942-1943年，德国在斯大林格勒战中惨败之后，其战时经济中的劳工短缺问题日渐严峻。这导致德国军工企业越来越多地使用集中营囚犯作为强制劳工，如蓝宝、西门子，以及克虏伯、法本和奔驰等。一些丧失劳动能力的囚犯被送往达豪集中营。
大罗森集中营中囚犯人数最多的是犹太人，他们最初来自达豪集中营和萨克森豪森集中营，之火加入的主要来自布痕瓦尔德集中营。在集中营存在期间，犹太囚犯主要来自波兰和匈牙利；还有一些人来自比利时、法国、荷兰、希腊、南斯拉夫、斯洛伐克和意大利。
1944年波兰华沙起义失败后，德国人将3000名年龄主要在20至40岁的波兰人从普魯斯科夫的杜拉格121（Dulag 121）营地驱逐到大罗森集中营。
在1944年的鼎盛时期，大罗森集中营综合体拥有多达100个附属营，分布于德国东部和德国占领的捷克斯洛伐克和波兰，总共有500多名女性集中营警卫在大罗森综合大楼接受培训和服役。在二战后期，大罗森集中营的人口占当时纳粹集中营囚犯总数的11%。在该集中营综合体存在期间，共有125,000名不同国籍的囚犯被拘留在此，其中估计有40,000人死于屠杀、死亡行军和转移途中。该集中营于1945年2月14日被红军解放。

### 附属营
加伯斯多夫劳改营是1941年以来在施梅尔特组织下运作的犹太囚犯强制劳改营网络的一部分。1939年，一家名为K·H·巴特尔联合纺织品公司（Vereinigte Textilwerke K. H. Barthel & Co.）的维也纳公司决定将女犹太囚犯工作的纺纱厂“雅利安化”。这些囚犯也在阿洛伊斯·哈泽（Aloys Haase）和J·A·克卢格-埃特里希（J. A. Kluge und Etrich）公司经营的工厂工作。到1944年3月18日，加伯斯多夫已成为大罗森集中营的一个附属营。
布林利茨劳改营，位于捷克斯洛伐克城镇布林利茨，奧斯卡·辛德勒在这里救出部分犹太人。

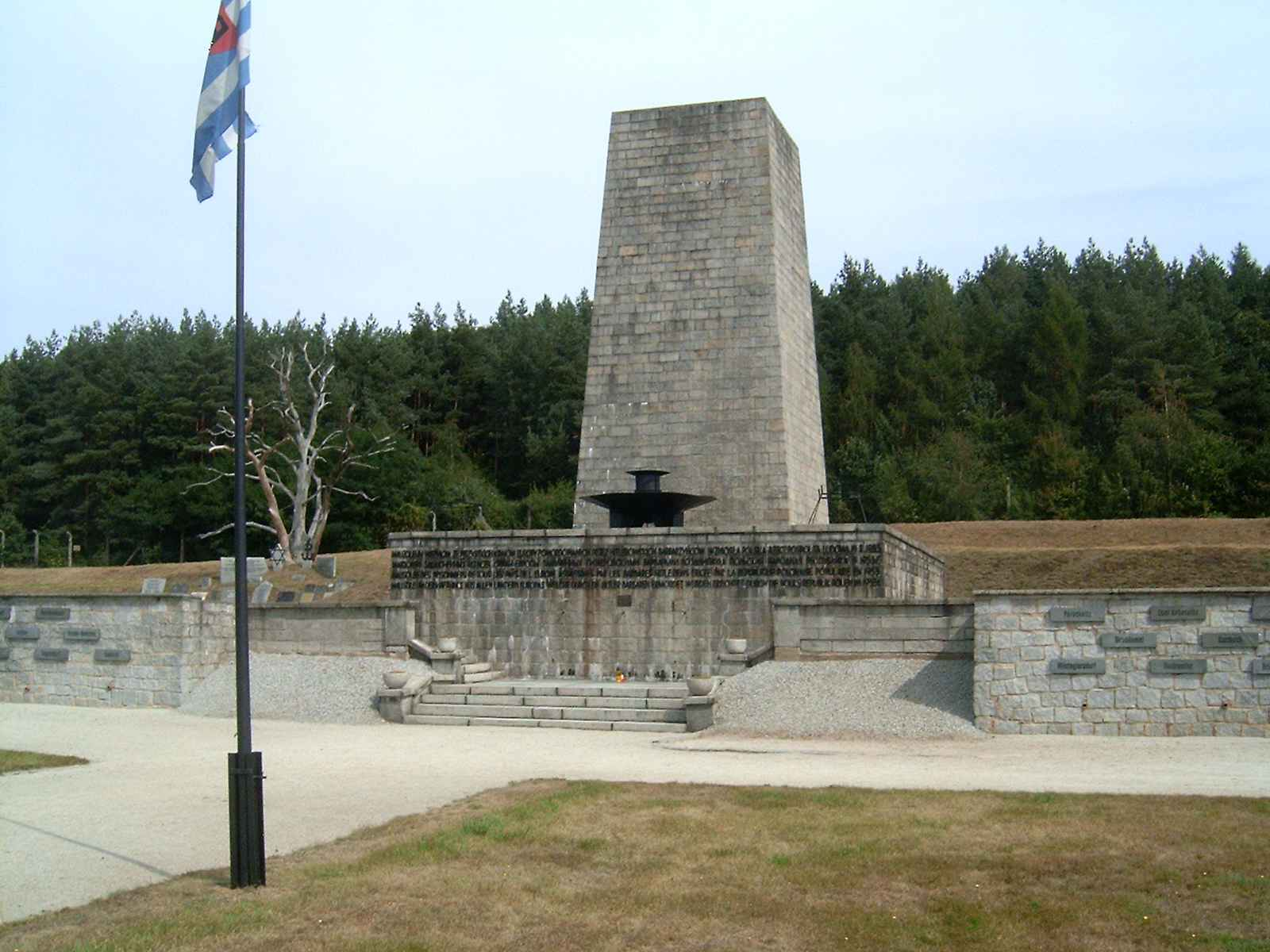
大罗森集中营遇害者纪念碑

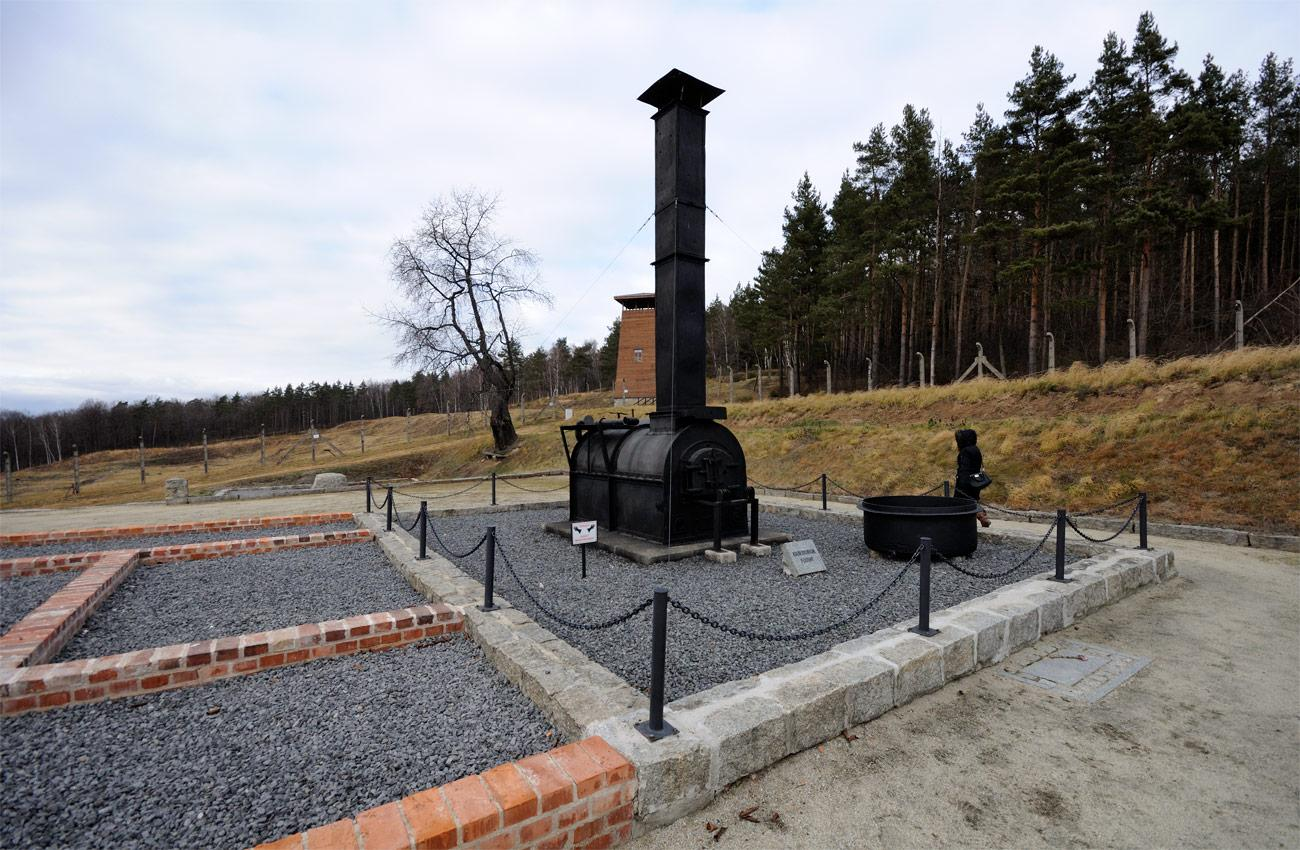
大罗森集中营火葬场遗址

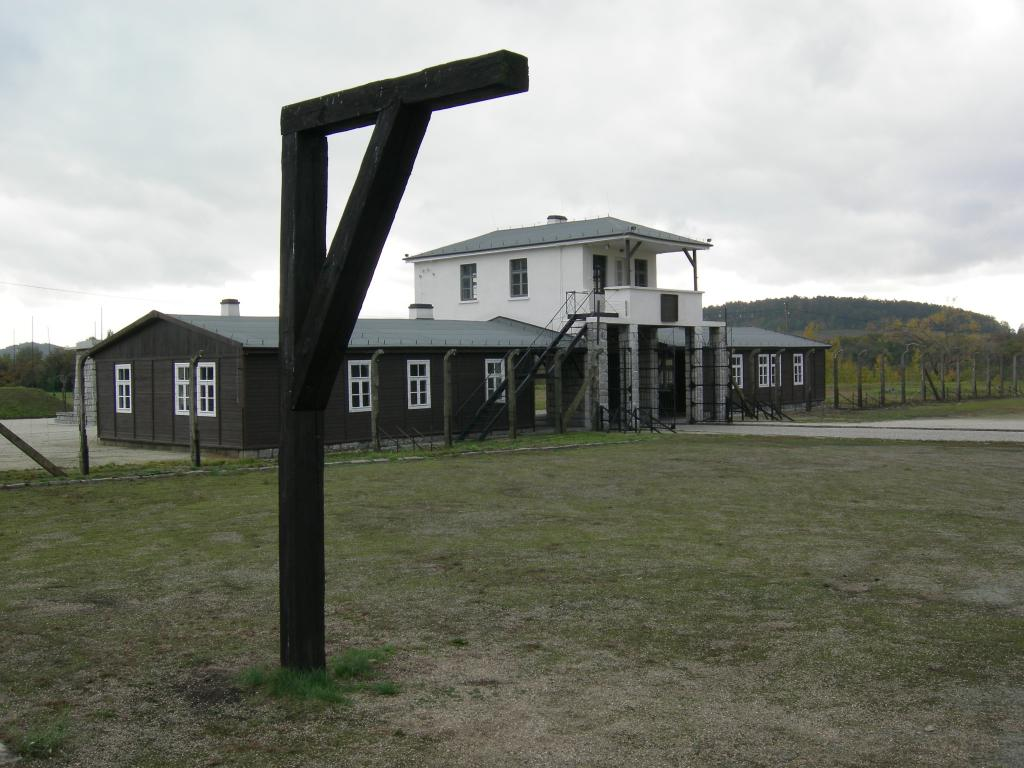
大罗森集中营营房

布里格（Brieg）附属营，位于潘皮茨村附近，最初是犹太人强迫劳动营的所在地，直到1944年8月，开始从大罗森主集中营运送囚犯来取代犹太囚犯。营地主要由德国空军士兵和少数党卫军成员组成。大多数囚犯是波兰人，俄罗斯和捷克囚犯人数较少。布里格附属营的厨房工作由捷克囚犯负责。每天的三顿饭包括1品脱的“mehlzupa”（一种由水和膳食制成的汤）、150克面包、1夸脱大头菜、甜菜、卷心菜、羽衣甘蓝，有时是荨麻制成的汤、1品脱黑“咖啡”和一勺糖蜜。有时，被称为“祖拉加”（zulaga）的“勤劳工人”会得到一块血肠或生马肉肠、果酱和人造黄油作为奖励。囚犯每周也会喝一杯家乐公司生产的汤。

## 战后审判
1948年8月12日，苏联军事法庭开始对大罗森集中营的三名纳粹官员约翰内斯·哈塞布勒克、赫尔穆特·埃施纳和爱德华·德罗兹多夫斯基进行审判。1948年10月7日，三人被判战争罪。埃施纳和德罗兹多夫斯基被判处无期徒刑；哈塞布勒克被判处死刑，后来被减为无期徒刑。

## 知名囚犯
保罗·勒博，德国国会大厦前议长。
西蒙·维森塔尔，纳粹猎人。他在1967年出版《我们中间的杀人犯》（The Murderers Among Us）一书中描述了有关集中营的以下信息：
“......看上去比较健康的囚犯被挑选出来，为每天行军20英里的士兵磨合新鞋。很少有囚犯能在这种磨难中存活超过两周。”